# Mrchojedy (Samopše)
Mrchojedy (německy Merchojed) jsou vesnička, část obce Samopše v okrese Kutná Hora. Nachází se okolo prameniště Samopšského potoka, asi dva kilometry vzdušnou čarou jihovýchodně od města Sázava a dva kilometry severně od Ledečka. Mrchojedy leží v katastrálním území Samopše o výměře 5,24 km². Přes osadu vede slepá silnice do Samopší a červeně značená turistická trasa ze Sázavy do Talmberka.

## Historie
První písemná zmínka o vesnici pochází z roku 1316.
| Rok            | 1869 | 1880 | 1890 | 1900 | 1910 | 1921 | 1930 | 1950 | 1961 | 1970 | 1980 | 1991 | 2001 | 2011 | 2021 |
| -------------- | ---- | ---- | ---- | ---- | ---- | ---- | ---- | ---- | ---- | ---- | ---- | ---- | ---- | ---- | ---- |
| Počet obyvatel | 104  | 118  | 100  | 64   | 85   | 92   | 53   | 57   | 79   | 18   | 35   | 18   | 17   | 10   | 6    |
| Počet domů     | 16   | 16   | 15   | 11   | 11   | 11   | 12   | 33   | 33   | 6    | 15   | 12   | 18   | 13   | 13   |

## Pamětihodnosti
Na východním okraji vesnice stojí smírčí kříž.

## Odraz v kultuře
Svérázný pomník Mrchojedům vztyčil hudebník a bavič Ivan Mládek v písni „Matička Mrchojedy“, která byla součástí jeho recesistické kampaně za přesun českého hlavního města z Prahy do sídla ležícího přesně uprostřed státu. Mládek zvolil Mrchojedy především pro jejich komicky znějící název, podle žádného pojetí středu Česka tento bod nevychází právě sem. Je ale pravda, že se vesnice nachází zhruba uprostřed mezi těmito různě definovanými „středy“.
Vesnice se také objevuje v počítačové hře Kingdom Come: Deliverance.